# Katarina Maloča
Katarina Maloča, coniugata Mrčela (Zagabria, 28 ottobre 1975), è un'ex cestista croata.

## Carriera
Con la Croazia ha disputato i Campionati europei del 1999.